# Lothlann
Lothlann es un lugar ficticio que forma parte del legendarium creado por el escritor británico J. R. R. Tolkien y que aparece en sus novelas póstumas El Silmarillion y Los hijos de Húrin. Es una gran llanura ubicada al noreste de la región de Beleriand, en la Tierra Media, delimitada por las montañas de Himring al sur y al oeste, las Frontera de Maedhros al sur y la punta de las Montañas Azules al este. Su nombre está compuesto en la lengua élfica sindarin y puede traducirse como «tierra vasta y vacía». 

## Historia
Esta gran planicie vacía estaba mucho más expuesta a los ataques de Angband que Ard-Galen puesto que miraba, casi de frente, a la fortaleza. Por ella se produjeron múltiples ataques de las bestias de Morgoth por lo que la gente de Maedhros debió esforzarse para controlar los distintos pasos, especialmente el de la Hondonada de Maglor, por ello esa zona era controlada por los jinetes de los hijos de Feänor. En la Dagor Bragollach, toda Lothlann fue devastada por el dragón Glaurung y obligó a los hijos de Fëanor a reunirse en el Paso de Aglon.